# Céh

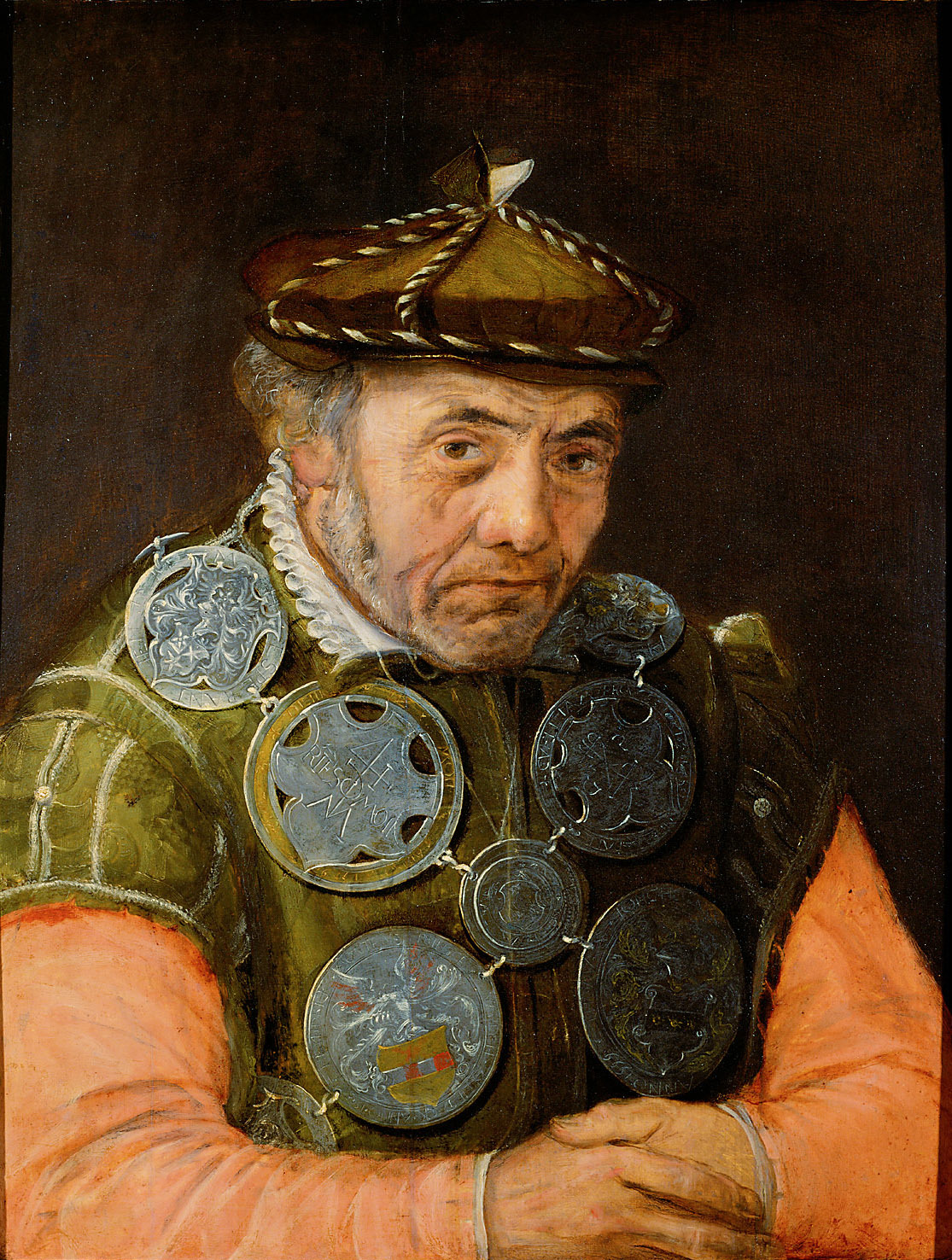
Frans Floris: Céhlegény (1563–1566 táján)

A céhek elsősorban iparosok vagy kereskedők érdekvédelmi társulásai, amelyek az európai városokban a középkorban jöttek létre és a 19. századig (Magyarországon 1872-ig) éltek. A magyar „céh” szó a középfelnémet eredetű bajor–osztrák Zeche, illetve Zech (asztaltársaság, egylet) kifejezésből

## A céhek kialakulása, elődei
A céhek elődszervezetei Nyugat-Európában, a 9–10. században alakultak ki a munkamegosztás fejlődése, az ipari (kézműves) és mezőgazdasági tevékenységek lekülönülésének jeleként. Ennek megfelelően az első valódi céhek a legkorábban iparosodó vidékeken, Flandriában és Észak-Itáliában jöttek létre a 11. század végén.
Az érdekvédelmi szervezetként egy-egy városban, esetleg körzetben létrehozott egyesülések monopolhelyzetet harcoltak ki maguknak: a hatóságok garantálták, hogy az egyes céhek illetékességi területén az adott szakmával csak a céh tagjai foglalkozhatnak. Ez egyrészt a védte céh a helyi piacot magukénak tudó tagjait a kívülről behozott áruk, illetve a céhen kívül kiemelkedő mesterek, az úgynevezett kontárok konkurenciájától (késztermék-eladási monopólium), másrészt többé-kevésbé kötelezte a beszállítókat arra, hogy nyersanyagaikat csak a céh tagjainak adhassák el (nyersanyag-felvásárlási monopólium).
Az elődszervezetek között nem csak szakmai jellegű egyesülések voltak; számos céh egyházi, illetve vallásos jellegű (például egy oltár gondozására létrehozott) közösségből fejlődött ki. Ennek következtében a legtöbb céh ügyvitelét, szertartásait vallásos elemek tarkították, jelentősen erősítve a tagok kapcsolatát.
Jogaikat a céhek nem egyszerre, hanem évszázadok alatt, több fázisban nyerték el. Eközben formálisan is mindinkább elkülönültek a többi céh tagjaitól, illetve a céhen kívüliektől: egymáshoz közel költöztek (amint erre például a prágai várban az Arany utcácska – eredetileg aranyművesek utcácskája – is emlékeztet), üzleteiket a céh címerével ékesítették, a céhre jellemző ruházatot hordtak és jelvényeket viseltek, saját ünnepeket és egyedi rituáléjú szertartásokat tartottak.
A 12. században a céheket a nyugat-európai hatóságok már a legtöbb helyen elismerték, és megadták nekik az illetékességükbe tartozó szakma privilégiumát. A céhek gazdasági súlyával nőtt politikai befolyásuk is; számos helyen a város védelmét és igazgatását is átvették. Többhelyütt (pl. Firenze, Gent) fegyveres felkelést is szerveztek a város önkormányzatiságát fenyegető patriciusok, illetve környékbeli földesurak ellen. A hatóságok a céheket gyakran katonai egységekbe szervezték, rájuk bízva a városfal egy-egy szakaszának védelmét. Az ilyen falszakaszokat gyakran az azt védő (és megerősíttető) céhről nevezték el: ilyen Kassán a Mészáros-bástya, és ilyesmire utal Budán a céhrendszer letűnte után, eleve a várost díszítő elemnek épített Halászbástya neve is.

## Társadalmi helyzetük
A céhek működését a helyben illetékes hatóság (király, világi vagy egyházi földesúr, városi tanács stb.) céhlevélben (privilégium, illetve szabadalom) engedélyezte és szabályozta. A szabadalomlevél szövege, illetve artikulusai az egyes céhek sajátosságainak, illetve a környezetnek megfelelően változtak.
A céh hatáskörén túlmenő kérdésekben az engedélyező hatóság döntött. A céh döntései elleni fellebbezéseket az állandó állami ellenőrző szerv bírálta el — Magyarországon 1805 után a komisszárius (biztos) volt. A római katolikus egyházhoz kötődő céhek a plébániatemplomban oltárt állítottak a céh védőszentjének.

## A céh szervezete

### A tagok
A két alapmonopólium (nyersanyag-felvásárló, termékértékesítő) megszerzése után a céhek szervezete és belső szabályrendszere meglepően hasonlóan fejlődött ki egész Európában
Szervezetük hierarchikus volt. Tagjaik között megkülönböztették a mestereket, a legényeket és az inasokat; a céh élén állott a céhmester, a céh elöljáróságában rajta kívül még néhány mester és egy vagy két öreglegény ült.
A céhes élet az inas szegődtetésével kezdődött. Az apródesztendők leszolgálása után az inast fölszabadították, és legény lett belőle – ennek ünnepe volt a legényavatás. A legények több évet más műhelyekben töltöttek – ez volt a legényvándorlás, az ilyen legény a vándorlegény. A vándorlás végeztén, amikor elhatározta, hogy letelepszik, ott mesterré kellett válnia.
Az iparűzés szabadságát saját érdekeiknek megfelelően korlátozták. Kimondták, hogy csak azon mesterek űzhetnek valamely ipari foglalkozást, kereskedelmi tevékenységet, akik a céh tagjai közé tartoznak. Szigorúan korlátozták a céhhez tartozó mesterek számát. A céh tagjai közé csak olyan jó hírű mester, kereskedő kerülhetett, aki a szakmai jártasságát bizonyította. Szigorúak voltak a kiképzés, az inaskodás, legénykedés, vándorlás, próbaidő szabályai. A mesterré válás feltétele egy mestermunka elkészítése volt. A céhek védték saját üzleti érdekeiket és iparkodtak foglalkozásuk tökéletesítésére, a legényeknek ezért általában előírták, hogy vándorlegényként külországokban is gyakorlatot szerezzenek. Alkalmanként meghatározták, hogy egy-egy céh tagjai mely vidékek számára dolgozhatnak és megszabták az egyes készítmények árát és minőségét. Ehhez szabályozták a gyártási eljárásokat, garantálták a szakszerű munkát, fejlesztették a kézműipari technikákat, és mindezek eredményeként gyakran művészi színvonalú tárgyakat állítottak elő.
A céhek által évszázadok alatt kialakított szabályrendszerek az alapjai az ipari és kereskedelmi kamarák tevékenységének, a védjegy és a szabadalom védelmének. idővel a céhek egyre zártabbak lettek, a tagok közé kívülről mind nehezebb volt bekerülni. Kialakultak az apáról fiúra szálló mesterségek (és műhelyek). A céh nem csak a külső, de belső konkurenciától is szigorúan védte tagjait, akik nem kezdhettek egymással árversenybe, és egyéb módokon se próbálhatták piacszerűvé tenni gazdálkodásukat, nem emelkedhettek ki a többiek közül.
A céh tagjai a belépéssel számos kötelezettséget vállaltak:
- részt kellett venniük bizonyos egyházi ünnepeken (úrnapi, húsvéti körmeneteken stb.),
- el kellett mondaniuk a céh szabályzatában meghatározott számú misét,
- tagdíjat kellett fizetniük.
- részt kellett venniük a céh gyűlésein és egyéb rendezvényein stb.

Az ünnepeken, körmeneteken stb. a céh tagjai együtt, megfelelő ünnepi öltözékben, a céh zászlaja alatt jelentek meg. A tagdíjakból gondoskodtak tagjaik temetéséről, özvegyeikről, árváikról és a betegekről. A szabályok megszegőit gazdasági jellegű (pénz, bor stb.) büntetésekkel sújtották; a legsúlyosabb büntetés a kizárás volt.

### Szervezeti felépítése
- A céh feje a céhmester volt – ő őrizte a céhládát az iratokkal és a pecséttel, nála volt a céhtábla (behívótábla);
- helyettese pedig az alcéhmester, akit másként kulcsosmesternek is neveztek, mert ő őrizte céhláda második kulcsát.
- Kettejük intézkedéseinek formaságaira a céhjegyző (nótárius) ügyelt. Ő tartotta rendben a céh iratait, vezette feljegyzéseit.
- A legények irányítója és egyúttal gondviselője a dékány (dékán), más néven atyamester volt.
- Egyes céhekben a műhelyeket, a termékeket, a munkakörülményeket bejárómesterek (mívlátómesterek) ellenőrizték.
- Ugyancsak egyes céhekben a legutoljára belépett mester, a szolgálómester feladata volt a behívótábla felmutatásával (a jogosultakat végiglátogatva) összehívni a céh gyűlését, kirendelni a tagokat a kötelezően látogatandó egyházi szertartásokra stb.

A mesterek szigorúan meghatározott számú személyzetet, egy-két inast és legényt tarthattak. Azokban a céhekben, amelyekben sok legény dolgozott, ezek ún. legénycéheket hoz(hat)tak létre.
A belgiumi és észak-franciaországi céhek szervezetét, szokásait és jelvényeit Félix de Vigne írta le részletesen a 19. század közepén.
Ezeknek a céheknek a feje is a céhmester volt; a vitás ügyeket az esküdtek döntötték el. A céhmester és az esküdtek is szembeötlő, többnyire ezüstből készült és gyakran aranyozott jelvényt viseltek díszruhájukon (többnyire szalagra vagy láncra akasztva). Az ilyen jelvény neve franciául affiche vagy egyszerűen décoration volt. Ezekben a céhekben a szolgálómester rendszerint a céh költségén csináltatott rövid kabátot viselt mellén a céh címerével ékített jelvénnyel.
A céhgyűlésről igazolatlanul távol maradt mestereket épp úgy pénzbüntetéssel sújtották, mint Magyarországon.

### A céh fontosabb iratai
A céheket eleve egy irattal (a céhlevéllel) alapították. Működésük közben vezettek, illetve adtak ki újabb iratokat. Az igazolás jellegűeket kiadták az érintetteknek, a céh közös ügyeivel foglalkozókat pedig a céhládában tartották.
- A mesterek neveit belépésük sorrendjében a céh mesterkönyvébe jegyezték be.
- Az inasok szegődtetését a szegődtetőkönyv, felszabadítását a szabadítókönyv tartalmazta — ugyancsak időrendben.
- A legények szolgálati idejét és megfelelő magatartását a bizonyságlevél (testimónium) igazolta. A Habsburg Birodalom Helytartótanácsa ehelyett 1816-ban a vándorkönyvet rendszeresítette —1823-tól a vándorkönyvet a városi kapitányság állította ki.
- A legtöbb céhben külön gazdasági nyilvántartást vagy pénztárkönyvet vezettek.

## A céhek társadalmi-gazdasági szerepe
A középkorban a céhek sikerrel szervezték térben és gazdaságban is erősen korlátozott illetékességi területükön a specialitásuknak, illetve monopóliumuknak számító termékek előállítását és kereskedelmét, illetve szolgáltatásokat. A sokkal kisebb önköltséggel dolgozó árutermelő gazdaságokkal (manufaktúrákkal, később gyárakkal) azonban egyre kevésbé bírták a versenyt, és előbb a tömegcikkek, később a minőségi áruk, szolgáltatások piacáról is kiszorultak.
Fennállásuk alatt nemcsak gazdasági, de társadalmi, szociális és kulturális szerepük is kiemelkedő volt:
- részlegesen, illetve teljes megszerveztek olyan közösségi intézményeket, mint a honvédelem (városvédelem), a tűzoltás stb.,
- gondoskodtak az öregekről, a betegekről, az elhunyt tagok családjáról stb.,
- a legényvándorlással döntően hozzájárultak a mémek és a kultúra egyéb elemeinek cseréjéhez, illetve elterjesztéséhez.

## Tárgyi rekvizítumok

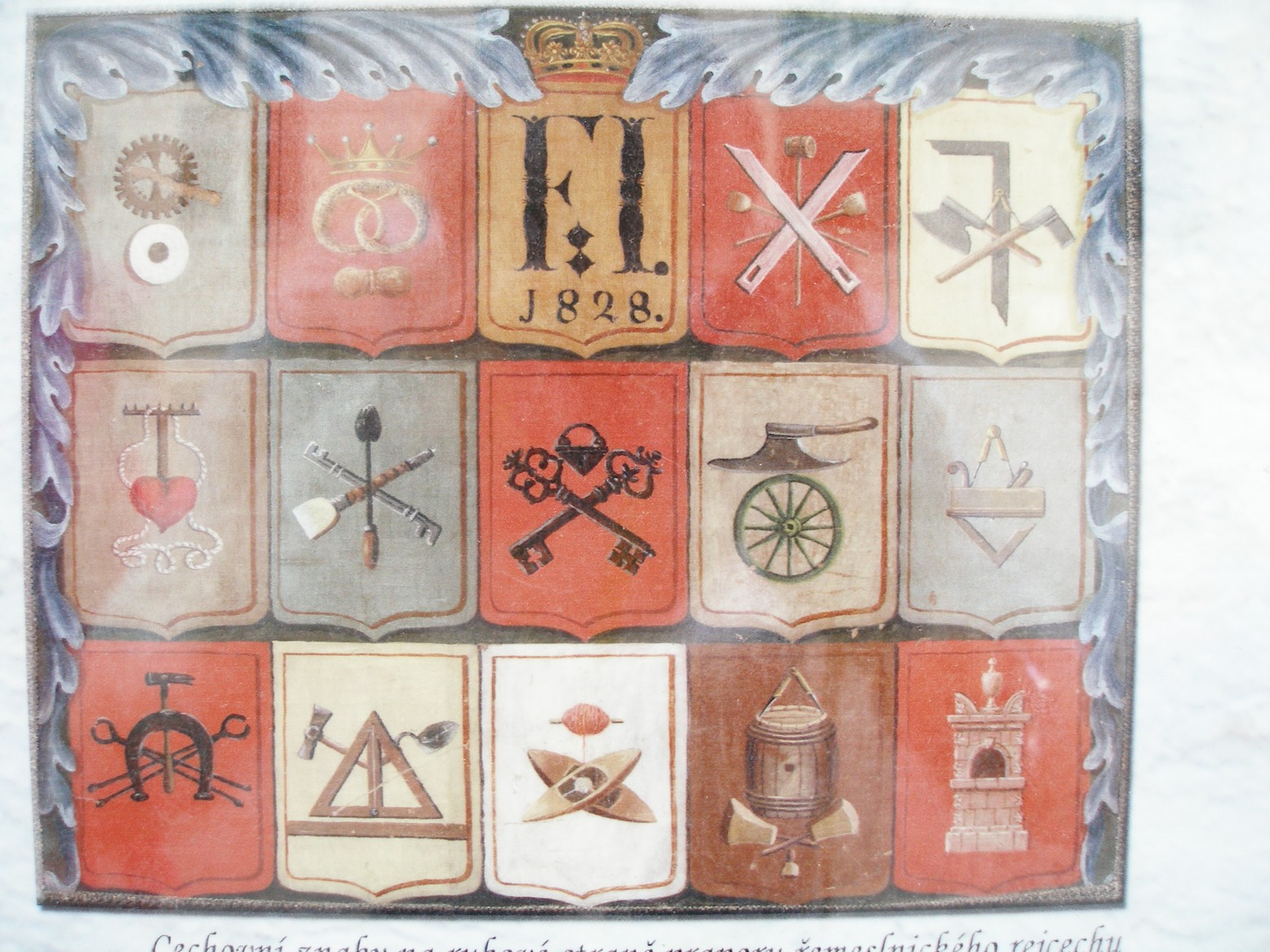
Céhes címerek Csehországban

A céh legfontosabb tárgya a céhláda volt. A gyűléseket a céh hordozható hatalmi jelvényének körbeküldésével hívták össze. Ennek egyik, Magyarországon kiváltképp használatos alakja volt a céhtábla (ami nem tévesztendő össze a cégtáblával), másként behívótábla, illetve behívójelvény. A Nyugat-Európában többfelé használt hírnökbot (stafétabot).
A stafétabot közeli rokona volt a díszbot (német nyelvterületen Staub, Aufschlagstab, Ordonanzstab, Schafferstab, Schaffergesellenstab, illetve Reglement néven) — ami a rendfenntartó és bírói hatalom jelvénye volt. Eképpen a céh vagy a legénytársaság gyűlésein a céhmester, illetve a dékány ezzel ütött az asztalra, hogy csillapítsa a zajongást. Ezeket a jogarra emlékeztető, díszesen faragott pálcákat a megfelelő alkalmakra épp úgy felszalagozták, mint a céhbehívó táblákat.
Más céhekben az atyamester hatalmi jelvénye az úgynevezett igazságbot (Gerechtigkeit, illetve Lopate, ez utóbbi a lapátot jelentő szláv lopata szóból) volt. A hosszú, hengeres nyelű, sima, nagy tányérban végződő keményfa botot fenyítő eszköznek is használták; a törvénysértő legények büntetése általában 1–12 lapátütés volt. Az ezzel gyakorlatilag azonos funkciójú és alakú eszközöket az Érchegységben ferulának (Ferolle) nevezték.
A legtöbb céhnek volt díszes zászlaja, amelyen a céh védőszentjét vagy címerét ábrázolták; ugyanezek a motívumok díszíthették a céh pecsétjét és kancsóját is.
A céh ünnepi rendezvényein (legényavatás, mesterasztal stb.) a céhedényeket használták.
A tagok a jelesebb ünnepeken a céhre jellemző díszruhában tartoztak megjelenni.

## Céhek Magyarországon
Magyarországon a céhek elődszervezetei a 13. században jelentek meg a legfejlettebb városokban: Esztergomban (mészárosok), Budán (mészárosok) és Pesten; feltehetően Székesfehérvárott is annak köszönhetően, hogy ezekben a városokban a „latinus” névvel illetett, főleg a Velencei Köztársaságból, Lombardiából és a Rajnán túli frank területekről érkezett iparosok és kereskedők külön városrészben, saját, kiváltságos közigazgatásuk alatt éltek.
14. században az első valódi céhek is a vendégtelepesek (hospesek) bejövetele miatt alakulhattak meg. Ezek a „szász”, illetve „olasz” gyűjtőnéven emlegetett telepesek főként Flandriából, a Rajnai Palotagrófságból és Vesztfáliából érkeztek. Többségük a szepességi és erdélyi városokban talált otthonra, de ők alapították az első céheket Pozsonyban, Kassán és Debrecenben is. A magukkal hozott ősi, flandriai és rajnai eredetű szervezeti forma, az ún. „Nachbarschaft” a legtovább az erdélyi szászok közt maradt fenn.
A céhrendszer első tárgyi emléke (Ábel festőmester céhcímeres sírköve, Buda) 1346-ból maradt fenn. A céhekkel kapcsolatos első írásbeli emlék dátuma 1369.
Nagy Lajos 1376-ban szabályozta és kötelezővé tette a céhrendszert, amelynek fejlődése a 15. században, a polgárság viszonylagos megerősödésével gyorsult fel — főleg azokban a szakmákban, amelyek tömegszükségletet elégítettek ki, vagy amelyekben viszonylag korán feltűntek az értékesítést veszélyeztető versenytársak. Így az első céhekbe többnyire a
- mészárosok,
- vargák,
- molnárok,
- pékek,
- ácsok,
- tímárok,
- szíjjártók,
- nyergesek,
- kovácsok,
- lakatosok,
- kardcsiszárok,
- bognárok,
- esztergályosok,
- asztalosok,
- fazekasok,
- ötvösök,
- posztókészítők,
- szabók,
- takácsok

tömörültek.
1526-ra az addig elkülönült 60–70 iparágnak mintegy harmadában már száznál is több céh működött — főleg a szabad királyi városokban és a jelentősebb mezővárosokban. Ezek fejlődésének útja (miként városaiké is) jelentősen eltért a nyugat-európai mintától. A 15. század végére a rendszer nagyon megmerevedett: egyre nehezebb volt egy céhbe bekerülni, illetve abban mesterré válni — a céhek minden erejükkel akadályozták az egyéni érvényesülést, a középszerből kiemelkedést.
A török hódoltság idején (a 16–17. században a Felvidéken, Nyugat-Magyarországon és Erdélyben folytatódott a céhesedés; további mesterségekben jöttek létre céhek (jellemzően ilyenek voltak a változatos hadfelszereléseket gyártő végvári céhek). A törökök által megszállt területeken viszont a korábbi céhek nagy többsége is megszűnt. A török kiűzése után Magyarországon újra fejlődésnek indultak a céhek — miközben Nyugat-Európában az iparosodás miatt már bealkonyult nekik. A legtöbb új céh a mezővárosokban és a falvakban, földesúri kiváltságlevéllel jött létre.
A céheket nem kedvelték a Habsburg uralkodók: III. Károly, Mária Terézia (1760-ban), II. József szabályozta újra — jellemzően: nehezítette — működésüket. Legutoljára 1805-ben I. Ferenc bevonta az összes régi céhlevelet, és új, magyar vagy német nyelven nyomtatott privilégiumokat adott ki helyettük. Mindennek ellenére a falusi, illetve mezővárosi céhek még a 19. század elején is sorra alakultak. Ekkor mintegy 200 foglalkozásnak voltak céhei. Közülük sok szolgáltató jellegű volt:
- borbély,
- fürdős,
- fuvaros,
- kertész,
- pásztor,
- favágó stb.

Ezek munkája kevéssé termelékeny és alacsony színvonalú volt, mert a céh tagjai nem teljes munkaidőben foglalkoztak céhes szakmájukkal, hanem az év nagy részében a falu többi lakójához hasonlóan a földet művelték.
A legnépesebbek szinte minden városban a csizmadia céhek voltak. A 19. század első felében előfordult, hogy:
- a debreceni céh tagjainak száma 750,
- a miskolci céh tagjainak száma 600

fölé emelkedett.
A céheket nem támogatta a nemesség sem: a magyar rendek az árdrágításra hivatkozva már 1715-ben sürgették a céhek eltörlését.

### A céhek megszűnése Magyarországon
A 19. század elején a túlságosan merev belső szabályrendszerű magyarországi céhek kiváltképp a termelő szakmákban mind kevésbé győzték a versenyt a változatos konkurenciával (céhen kívüli mesterek, illetve műhelyek, import, manufaktúrák, majd végül gyárak). Az elavult szervezeteket az 1872. évi VIII. törvénycikk számolta fel. E törvénycikk 83. § elrendelte, hogy e törvény hatályba lépésétől számított 3 hónap alatt valamennyi fennálló céh megszűnik. Előírta továbbá, hogy amennyiben a volt céhtagok többsége ezen törvény hatályba lépésétől számított 9 hónap alatt ipartársulatot alkot, akkor a megszűnt céh vagyona erre a társulatra száll; ellenkező esetben a volt céhtestület vagyona a céh közgyűlése által közhasznú iparcélokra adományozandó. Ha a céh közgyűlése ilyen határozatot hozni nem akarna, úgy a társulati vagyonnak ipari célokra fordításáról az illető törvényhatóság határoz, átalakítva azokat ipartestületekké.